# CAAC-Flug 301
Der CAAC-Flug 301 (Flugnummer: CA301) war ein Linienflug der chinesischen Fluggesellschaft CAAC vom Flughafen Guangzhou-Baiyun (alt) zum Flughafen Hongkong-Kai Tak. Am 31. August 1988 verunglückte auf diesem Flug eine Hawker Siddeley HS.121 Trident bei der Landung. Bei dem Unfall kamen 7 von 89 Personen an Bord ums Leben.

## Flugzeug
Bei dem verunglückten Flugzeug handelte es sich um eine 15 Jahre alte Hawker Siddeley HS.121 Trident 2E. Das Flugzeug trug die Werksnummer 2159. Die Maschine absolvierte am 19. Mai 1973 mit dem Testkennzeichen G-AZFV ihren Erstflug, bevor sie am 17. Juni 1973 an die CAAC ausgeliefert und zunächst mit dem Luftfahrzeugkennzeichen 244 zugelassen wurde. Im Jahr 1974 wurde das Kennzeichen in B-244 geändert, im Juli 1985 schließlich in B-2218. Das dreistrahlige Schmalrumpfflugzeug – die Hawker Siddeley Trident ist seinerzeit das weltweit erste dreistrahlige Passagierflugzeug gewesen – war mit drei Triebwerken des Typs Rolls-Royce Spey 512 ausgestattet.

## Unfallhergang
Der Flug aus Guangzhou war zunächst ohne besondere Vorkommnisse verlaufen. Im Endanflug auf den Flughafen Kai Tak war die Besatzung der Maschine starkem Regenwetter bei Sichtweiten von nur 450 Metern ausgesetzt. Kurz vor dem Aufsetzen streifte der rechte Flügel der Maschine die Anflugbefeuerung der Landebahn 31. Die Reifen des Hauptfahrwerks streiften die Landebahnschwelle, woraufhin das rechte Hauptfahrwerk abgerissen wurde. Die Maschine stieg dann in die Luft, um 600 Meter weiter wieder auf der Landebahn aufzuschlagen. Die Maschine schlitterte nach rechts von der Landebahn und rutschte anschließend diagonal über den Grünstreifen, der die Landebahn umgab. Dabei brachen auch das Bugfahrwerk sowie das linke Hauptfahrwerk zusammen. Die Maschine schlitterte über die parallel zur Landebahn verlaufende Rollbahn und schließlich in die Kowloon-Bucht. Während ein Großteil des Flugzeugrumpf intakt blieb, knickte die Bugsektion mit dem Cockpit ab und tauchte in das Wasser der Kowloon-Bucht ein.

## Opfer

Skizze der Sitzverteilung in der Maschine. Rot markiert ist die Stelle, an der der Rumpf auseinanderbrach, blau die Stelle, ab der die Bugsektion im Wasser untergetaucht war

Bei dem Unfall kamen sieben Personen ums Leben. Von den sieben getöteten Personen waren sechs Mitglieder der Besatzung. Sie hatten sich im abgeknickten Bugteil der Maschine befunden und waren nach dem Versinken dieses Flugzeugteils ertrunken. Das siebte Opfer war ein Passagier aus Hongkong, der im Krankenhaus seinen Verletzungen erlag.
Drei Besatzungsmitglieder, die alle Bürger der Volksrepublik China waren, wurden bei dem Unfall verletzt, ebenso wie sieben Passagiere aus Hongkong, zwei aus Taiwan und ein französischer Passagier. Einer der verletzten Passagiere war ein Chinese mit US-amerikanischer Staatsbürgerschaft.

## Unfallursache
Die Unfallursache konnte nicht eindeutig festgestellt werden. Die Unfallermittler gingen von einem instabilen Endanflug und Scherwinden als Faktoren aus. Die Maschine sei dabei zudem unter den Gleitpfad abgesunken. Die Ermittler gingen davon aus, dass es dazu gekommen war, nachdem die Piloten wegen der durch die schweren Regenfälle beeinträchtigten Sicht keine visuellen Referenzen mehr ausmachen konnten.